# Расцвет и падение города Махагони
«Расцвет и падение города Махагони» (нем. Aufstieg und Fall der Stadt Mahagonny; также «Возвышение и падение города Махагони», «Подъём и упадок города Махагони») — опера в 3-х частях Курта Вайля на либретто Бертольта Брехта, созданная в 1929 году.

## История создания
Словом «Махагони» Бертольт Брехт, по свидетельству его друга Арнольта Броннена, ещё в начале 20-х годов обозначал «цинично-безумное государство», каким представлялась ему Германия в случае победы национал-социалистов. В 1927 году Брехт, занятый в то время разработкой теории «эпического театра», предпринял попытку перенести свою реформу и в музыкальный театр, сочинив вместе с композитором Куртом Вайлем небольшую зонг-оперу «Махагони»; при этом мелодии к некоторым зонгам Брехт написал сам. В июле того же года сочинение было представлено в рамках Баден-Баденского фестиваля немецкой камерной музыки. Успех на фестивале побудил авторов продолжить работу, и в 1929 году «Махагони» превратился в полноценную оперу «Расцвет и падение города Махагони», представленную Брехтом как «эксперимент эпической оперы».
В «Примечаниях к опере» Брехт писал, что для сочинения избран нереальный сюжет, поскольку опера ирреальна в принципе: «Умирающий человек реален. Но если он, умирая, поёт, мы оказываемся в сфере, где не действует рассудок», — соответственно, «степень удовольствия» в опере находится в непосредственной зависимости от «степени ирреального». Однако нереальный город Махагони, пишет Эрнст Шумахер, был зеркальным отражением анархии, воцарившейся в послевоенной Германии, в «золотые двадцатые», с их перманентными экономическими кризисами, итоговую черту под которыми в октябре 1929 года подвёл «чёрный четверг» нью-йоркской биржи. Финальная сцена оперы — крах Махагони — обрела реальность в Берлине в декабре 1930 года, когда по Фридрихштрассе прошли многотысячные колонны безработных.
В 1930 году опера была поставлена в Лейпциге на сцене Нового театра и вызвала вполне привычный для Брехта, хотя и несколько неожиданный после успеха «Трёхгрошовой оперы» скандал. «Вечно обременённая, — писал Клаус Прингсгейм, — совесть общества, украшавшего собой ложи и партер на премьере, почувствовала, что против неё ведётся лобовая атака…». Примерно так же объяснял разразившийся скандал и Теодор Адорно, посвятивший первой постановке оперы большую статью: «Город Махагони — изображение социального мира, в котором мы живем, нарисованного как бы с птичьего полета реально освобожденного общества. […] Действующая система с её строем, правом и нравами рассматривается как анархия; мы сами находимся в Махагони, где разрешено все, кроме одного: не иметь денег».

## Действующие лица
- Тринти Мозес
- Фетти-счетовод
- Леокадия Бегбик
- Лесорубы
- Дженни Смит, проститутка

## Сюжет
Преступники-рецидивисты — Тринити Мозес, Фетти-счетовод и Леокадия Бегбик — бегут из родных мест, спасаясь от правосудия, и решают основать город порока под девизом «Делай, что хочешь!» — город для богатых, способных оплачивать любые свои прихоти. В новом городе тотчас появляются проститутки и игроки; Махагони, жители которого исповедуют четыре запповеди: «есть», «пить», «предаваться порокам любовных наслаждений» и «драться», — помимо запретного в других местах алкоголя, предоставляет к услугам богатых «девочек и мальчиков» и боксёрские бои с кровопролитием, на которые принимаются ставки. В этот город-призрак, где убийство человека считается лёгким проступком, а величайшее преступление — отсутствие денег, судьба заносит четверых разбогатевших, но обиженных жизнью лесорубов. В конце концов один из них умирает от обжорства, другой погибает на боксёрском ринге, третий же, истратив все свои сбережения и оказавшись неплатёжеспособным, приговаривается к казни на электрическом стуле — за неоплату трёх бутылок виски. Однако и сам Махагони в «накаляющейся атмосфере дороговизны, беспорядка и враждебности всех против всех» терпит крах. В финале оперы уцелевшие жители города устраивают демонстрацию в защиту своих идеалов.

## Сценическая судьба
Если первая, лейпцигская постановка «Расцвета и падения города Махагони» вызвала возмущение, какого Брехт не помнил со времён постановок «Ваала», то в Берлине в 1931 году опера уже была встречена спокойнее. Музыкальный критик Генрих Штробель высказал сомнения в целесообразности постановки оперы в Театре на Курфюрстендамм, где только что исполнялся вагнеровский «Парсифаль», но его опасения не оправдались.
Успех, однако, не сделал оперу репертуарной, — непривычный «Махагони», имевший мало общего с традиционной оперой, у музыковедов всегда вызвал претензии и собственно к музыке, в которой Курт Вайль литургические темы комбинировал с намеренно тривиальными мелодиями не самого взыскательного вкуса. Претензии эти, впрочем, не разделял Т. Адорно, который, сравнивая «Махагони» с «величественно непонятой» «Трёхгрошовой оперой», именно в музыкальном отношении отдавал предпочтение «Махагони». «Во всей опере, — писал Адорно, — странным образом присутствует Малер: в её маршах, её остинато, её тусклом мажор-миноре. Подобно Малеру, Вейль использует взрывную силу нижнего пласта, чтобы разрушить средний и приобщиться к высшему. Эта опера штурмует все присутствующие в ней образы, но не для того, чтобы двигаться в пустоту, а чтобы спасти эти захваченные образы как знамёна собственного дела».
Характер музыки таков, что «Махагони» требует скорее поющих драматических актёров, нежели оперных певцов. В 1934 году опера была поставлена в Копенгагене и затем надолго забыта; интерес к ней возродился спустя два десятилетия после Второй мировой войны. На немецком языке опера ставилась, помимо «Комише опер», в лондонском Sadler’s Wells Opera (в 1963 году); популярность приобрёл английский перевод либретто, сделанный Майклом Фейнгольдом, — в этой версии опера исполнялась в Соединённых Штатах, её же предпочёл и возглавляемый Жераром Мортье мадридский театр «Реал».
Вошедшая в оперу композиция «Alabama Song» впоследствии была перепета многочисленными исполнителями, включая Уте Лемпер, Дэвида Боуи и The Doors.

### Известные постановки
- 1930 — Новый театр, Лейпциг. Премьера состоялась 9 марта
- 1931 — Театр на Курфюрстендамм, Берлин. Постановка Б. Бехта. Художник Каспар Неер. В роли Дженни — Лота Ленья
- 1977 — «Комише опер»
- 2010 — Театр «Реал», Мадрид (англоязычная версия). Дирижёр-постановщик — Пабло Эраса Касадо; режиссёры-постановщики — Карлуш Падрисса и Алекс Олье. Роли исполняли: Леокадия Бегбик — Джейн Хеншель; Фэтти-счетовод — Дональд Кааш; Тринити Мозес — Уиллард Уайт; Дженни Смит — Эльжбета Шмытка; Джим Макинтайр — Михаэль Кёниг; Джек О’Брайен и Тоби Хиггинс — Джон Истерлин; Билл по прозвищу «Банкир Билл» — Отто Катзамайер; Джо по прозвищу «Аляска-Джо» — Стивен Хьюмс. Премьера состоялась 30 сентября. В сентябре 2011 года спектакль был представлен в Москве, на Новой сцене Большого театра[9].
- 2012 — Венская опера[источник не указан 3641 день]